# NGC 2642
NGC 2642 este o emission-line galaxy⁠(d) situată în constelația Hidra. A fost descoperită în 19 februarie 1830 de către John Herschel. Se află la o distanță de 62,7 de megaparseci de Pământ.